# Adolph Hügel
Adolph David Hügel (* 27. Juni 1806 in Mainz; † 3. Dezember 1887 in Darmstadt) war ein hessischer Beamter, Politiker und Abgeordneter der 2. Kammer der Landstände des Großherzogtums Hessen.

## Leben
Adolph Hügel war der Sohn des Maklers David Hügel und dessen Ehefrau Margarethe, geborene Kiefer. Hügel, der evangelischen Glaubens war, heiratete am 23. Mai 1835 Marie Eleonore Auguste Mathilde geborene Eckhard (1813–1882).
Hügel studierte Staats- und Rechtswissenschaften und wurde 1832 Akzessist bei der Oberfinanzkammer Darmstadt. 1835 wurde er Sekretär der Oberbaudirektoberbaudirektion, 1838 Assessor mit Stimme bei der Oberfinanzkammer und Dirigent des Katasterbüros. 1841 wurde er zum Oberfinanzrat und 1854 zum Geheimen Obersteuerrat befördert. 1865 stieg er zum Direktor der Obersteuerdirektion, bevor er 1871 pensioniert wurde.
Von 1839 bis 1847 gehörte er der Zweiten Kammer der Landstände an. Er wurde für den Wahlbezirk Rheinhessen 2/Ober-Ingelheim-Gau-Algesheim gewählt. 1848 war er Mitglied des Vorparlaments.